# Йоганнес Гарде
Йоганнес Гарде (нім. Johannes Haarde; 21 червня 1889, Вільгельмсгафен — 8 лютого 1945, Кольберг) — німецький офіцер, генерал-лейтенант вермахту.

## Біографія
22 липня 1908 року вступив в армію. Учасник Першої світової війни. Після демобілізації армії залишений в рейхсвері. З 6 жовтня 1936 року — командир 8-го танкового полку, з 10 листопада 1938 року — командир 8-ї танкової бригади. 1 вересня 1939 року був поранений і наступного дня відправлений в резерв ОКГ. З 8 жовтня 1939 року — знову командир 8-ї, з 1 жовтня 1941 року — 100-ї танкової бригади, з 26 січня 1942 року — 383-ї піхотної, з 20 лютого 1942 року — 25-ї танкової дивізії. 1 січня 1943 відправлений в резерв ОКГ. З 20 січня 1943 року — комендант 295-ї вищої польової комендатури (Салоніки). З 20 липня 1943 року — начальник відновлювального штабу «Центр», з 20 квітня 1944 року — «Схід». 31 січня 1945 року важко поранений внаслідок аварії Ju 52, на якому Гарде летів з Гайлігенбайля в Кенігсберг. Помер від отриманих ран в лазареті.

## Звання
- Фанен-юнкер (22 липня 1908)
- Фанен-юнкер-унтерофіцер (19 грудня 1908)
- Фенріх (24 березня 1909)
- Лейтенант (19 листопада 1909)
- Оберлейтенант (27 січня 1915)
- Гауптман (18 квітня 1917)
- Майор (1 березня 1930)
- Оберстлейтенант (1 квітня 1934)
- Оберст (1 січня 1936)
- Генерал-майор (1 жовтня 1939)
- Генерал-лейтенант (1 жовтня 1941)

## Нагороди
- Залізний хрест
  - 2-го класу (25 квітня 1914)
  - 1-го класу (20 вересня 1916)
- Хрест «За військові заслуги» (Ліппе) (15 січня 1916)
- Військовий Хрест Фрідріха-Августа (Ольденбург) 2-го і 1-го класу (17 листопада 1916) — отримав 2 нагороди одночасного.
- Хрест «За військові заслуги» (Брауншвейг) 2-го класу (12 грудня 1916)
- Ганзейський Хрест (Гамбург; 27 липня 1918)
- Почесний хрест ветерана війни з мечами
- Медаль «За вислугу років у Вермахті» 4-го, 3-го, 2-го і 1-го класу (25 років; 2 жовтня 1936) — отримав 4 нагороди одночасно.
- Застібка до Залізного хреста
  - 2-го класу (29 вересня 1939)
  - 1-го класу (26 травня 1940)
- Нагрудний знак «За поранення» в чорному
- Нагрудний знак «За танкову атаку» в сріблі (13 червня 1940)